# Liste des monuments historiques d'Ingelmunster
Cette page regroupe l'ensemble des monuments classés de la ville d'Ingelmunster.
| Objet                                                                                  | Statut du classement? | Année de construction/architecte | Section communale | Adresse                | Coordonnées                      | Numéro d'inventaire | Illustration                                        |
| -------------------------------------------------------------------------------------- | --------------------- | -------------------------------- | ----------------- | ---------------------- | -------------------------------- | ------------------- | --------------------------------------------------- |
| (nl) Vlasroterij                                                                       |                       |                                  | Ingelmunster      | Beelshoek 2            | 50° 55′ 07″ nord, 3° 17′ 12″ est | 51157               | Téléverser                                          |
| (nl) Eenheidsbebouwing van sociale woningen                                            |                       |                                  | Ingelmunster      | Bollewerpstraat 48     | 50° 55′ 19″ nord, 3° 15′ 43″ est | 51158               | Téléverser                                          |
| (nl) Eenheidsbebouwing van sociale woningen                                            |                       |                                  | Ingelmunster      | Bollewerpstraat 50     | 50° 55′ 19″ nord, 3° 15′ 43″ est | 51158               | Téléverser                                          |
| (nl) Eenheidsbebouwing van sociale woningen                                            |                       |                                  | Ingelmunster      | Bollewerpstraat 52     | 50° 55′ 19″ nord, 3° 15′ 43″ est | 51158               | Téléverser                                          |
| (nl) Eenheidsbebouwing van sociale woningen                                            |                       |                                  | Ingelmunster      | Bollewerpstraat 54     | 50° 55′ 19″ nord, 3° 15′ 43″ est | 51158               | Téléverser                                          |
| (nl) Eenheidsbebouwing van sociale woningen                                            |                       |                                  | Ingelmunster      | Bollewerpstraat 56     | 50° 55′ 19″ nord, 3° 15′ 43″ est | 51158               | Téléverser                                          |
| (nl) Eenheidsbebouwing van sociale woningen                                            |                       |                                  | Ingelmunster      | Bollewerpstraat 58     | 50° 55′ 19″ nord, 3° 15′ 43″ est | 51158               | Téléverser                                          |
| (nl) Eenheidsbebouwing van sociale woningen                                            |                       |                                  | Ingelmunster      | Bollewerpstraat 60     | 50° 55′ 19″ nord, 3° 15′ 43″ est | 51158               | Téléverser                                          |
| (nl) Eenheidsbebouwing van sociale woningen                                            |                       |                                  | Ingelmunster      | Bollewerpstraat 62     | 50° 55′ 19″ nord, 3° 15′ 43″ est | 51158               | Téléverser                                          |
| (nl) Eenheidsbebouwing van sociale woningen                                            |                       |                                  | Ingelmunster      | Bollewerpstraat 64     | 50° 55′ 19″ nord, 3° 15′ 43″ est | 51158               | Téléverser                                          |
| (nl) Eenheidsbebouwing van sociale woningen                                            |                       |                                  | Ingelmunster      | Bollewerpstraat 66     | 50° 55′ 19″ nord, 3° 15′ 43″ est | 51158               | Téléverser                                          |
| (nl) Eenheidsbebouwing van sociale woningen                                            |                       |                                  | Ingelmunster      | Bollewerpstraat 68     | 50° 55′ 19″ nord, 3° 15′ 43″ est | 51158               | Téléverser                                          |
| (nl) Eenheidsbebouwing van sociale woningen                                            |                       |                                  | Ingelmunster      | Bollewerpstraat 70     | 50° 55′ 19″ nord, 3° 15′ 43″ est | 51158               | Téléverser                                          |
| (nl) Eenheidsbebouwing van sociale woningen                                            |                       |                                  | Ingelmunster      | Bollewerpstraat 72     | 50° 55′ 19″ nord, 3° 15′ 43″ est | 51158               | Téléverser                                          |
| (nl) Eenheidsbebouwing van sociale woningen                                            |                       |                                  | Ingelmunster      | Bollewerpstraat 74     | 50° 55′ 19″ nord, 3° 15′ 43″ est | 51158               | Téléverser                                          |
| (nl) Eenheidsbebouwing van sociale woningen                                            |                       |                                  | Ingelmunster      | Bollewerpstraat 76     | 50° 55′ 19″ nord, 3° 15′ 43″ est | 51158               | Téléverser                                          |
| (nl) Eenheidsbebouwing van sociale woningen                                            |                       |                                  | Ingelmunster      | Bollewerpstraat 78     | 50° 55′ 19″ nord, 3° 15′ 43″ est | 51158               | Téléverser                                          |
| (nl) Eenheidsbebouwing van sociale woningen                                            |                       |                                  | Ingelmunster      | Bollewerpstraat 80     | 50° 55′ 19″ nord, 3° 15′ 43″ est | 51158               | Téléverser                                          |
| (nl) Eenheidsbebouwing van sociale woningen                                            |                       |                                  | Ingelmunster      | Bollewerpstraat 82     | 50° 55′ 19″ nord, 3° 15′ 43″ est | 51158               | Téléverser                                          |
| (nl) Eenheidsbebouwing van sociale woningen                                            |                       |                                  | Ingelmunster      | Bollewerpstraat 84     | 50° 55′ 19″ nord, 3° 15′ 43″ est | 51158               | Téléverser                                          |
| (nl) Eenheidsbebouwing van sociale woningen                                            |                       |                                  | Ingelmunster      | Bollewerpstraat 86     | 50° 55′ 19″ nord, 3° 15′ 43″ est | 51158               | Téléverser                                          |
| (nl) Eenheidsbebouwing van sociale woningen                                            |                       |                                  | Ingelmunster      | Bollewerpstraat 88     | 50° 55′ 19″ nord, 3° 15′ 43″ est | 51158               | Téléverser                                          |
| (nl) Eenheidsbebouwing van sociale woningen                                            |                       |                                  | Ingelmunster      | Bollewerpstraat 90     | 50° 55′ 19″ nord, 3° 15′ 43″ est | 51158               | Téléverser                                          |
| (nl) Eenheidsbebouwing van sociale woningen                                            |                       |                                  | Ingelmunster      | Bollewerpstraat 92     | 50° 55′ 19″ nord, 3° 15′ 43″ est | 51158               | Téléverser                                          |
| (nl) Mariakapel                                                                        |                       |                                  | Ingelmunster      | Bollewerpstraat        | 50° 55′ 23″ nord, 3° 15′ 45″ est | 51159               | Téléverser                                          |
| (nl) Historische hoeve 't Riddergoed                                                   |                       |                                  | Ingelmunster      | Bollewerpstraat 94     | 50° 55′ 22″ nord, 3° 15′ 58″ est | 51160               | Téléverser                                          |
| (nl) Samenstel van burgerhuizen                                                        |                       |                                  | Ingelmunster      | Bruggestraat 7         | 50° 55′ 15″ nord, 3° 15′ 12″ est | 51161               | Téléverser                                          |
| (nl) Samenstel van burgerhuizen                                                        |                       |                                  | Ingelmunster      | Bruggestraat 9         | 50° 55′ 15″ nord, 3° 15′ 12″ est | 51161               | Téléverser                                          |
| (nl) Dubbelhuis, herberg In Den Dobbelen Arendt                                        |                       |                                  | Ingelmunster      | Bruggestraat 8         | 50° 55′ 16″ nord, 3° 15′ 14″ est | 51162               | Téléverser                                          |
| (nl) Classicistisch breedhuis Huis Van Ooteghem-Catulle, het Pensionnat d'Ingelmunster |                       |                                  | Ingelmunster      | Bruggestraat 11        | 50° 55′ 16″ nord, 3° 15′ 13″ est | 51163               | Téléverser                                          |
| (nl) Dubbelhuis                                                                        |                       |                                  | Ingelmunster      | Bruggestraat 13        | 50° 55′ 16″ nord, 3° 15′ 12″ est | 51164               | Téléverser                                          |
| (nl) Burgerhuis                                                                        |                       |                                  | Ingelmunster      | Bruggestraat 21        | 50° 55′ 17″ nord, 3° 15′ 13″ est | 51165               | Téléverser                                          |
| (nl) Handelspand                                                                       |                       |                                  | Ingelmunster      | Bruggestraat 23        | 50° 55′ 18″ nord, 3° 15′ 12″ est | 51166               | Téléverser                                          |
| (nl) Tapijtenweverij                                                                   |                       |                                  | Ingelmunster      | Bruggestraat 40        | 50° 55′ 22″ nord, 3° 15′ 17″ est | 51167               | Téléverser                                          |
| (nl) Tapijtenweverij                                                                   |                       |                                  | Ingelmunster      | Bruggestraat 42        | 50° 55′ 22″ nord, 3° 15′ 17″ est | 51167               | Téléverser                                          |
| (nl) Tapijtenweverij                                                                   |                       |                                  | Ingelmunster      | Bruggestraat 46        | 50° 55′ 22″ nord, 3° 15′ 17″ est | 51167               | Téléverser                                          |
| (nl) Herenhuis                                                                         |                       |                                  | Ingelmunster      | Bruggestraat 40        | 50° 55′ 21″ nord, 3° 15′ 17″ est | 51168               | Téléverser                                          |
| (nl) Samenstel van burgerhuizen                                                        |                       |                                  | Ingelmunster      | Bruggestraat 42        | 50° 55′ 21″ nord, 3° 15′ 16″ est | 51169               | Téléverser                                          |
| (nl) Samenstel van burgerhuizen                                                        |                       |                                  | Ingelmunster      | Bruggestraat 46        | 50° 55′ 21″ nord, 3° 15′ 16″ est | 51169               | Téléverser                                          |
| (nl) Dubbelhuis                                                                        |                       |                                  | Ingelmunster      | Bruggestraat 67        | 50° 55′ 23″ nord, 3° 15′ 15″ est | 51171               | Téléverser                                          |
| (nl) Burgerhuis                                                                        |                       |                                  | Ingelmunster      | Bruggestraat 72        | 50° 55′ 25″ nord, 3° 15′ 16″ est | 51172               | Téléverser                                          |
| (nl) Burgerhuis, met Weverij Vanthuyne                                                 |                       |                                  | Ingelmunster      | Bruggestraat           | 50° 55′ 29″ nord, 3° 15′ 13″ est | 51173               | Téléverser                                          |
| (nl) Burgerhuis                                                                        |                       |                                  | Ingelmunster      | Bruggestraat 99        | 50° 55′ 32″ nord, 3° 15′ 12″ est | 51174               | Téléverser                                          |
| (nl) Arbeidershuizen                                                                   |                       |                                  | Ingelmunster      | Bruggestraat 103       | 50° 55′ 33″ nord, 3° 15′ 12″ est | 51175               | Téléverser                                          |
| (nl) Arbeidershuizen                                                                   |                       |                                  | Ingelmunster      | Bruggestraat 105       | 50° 55′ 33″ nord, 3° 15′ 12″ est | 51175               | Téléverser                                          |
| (nl) Boerenarbeidershuis                                                               |                       |                                  | Ingelmunster      | Bruggestraat 142       | 50° 55′ 38″ nord, 3° 15′ 13″ est | 51176               | Téléverser                                          |
| (nl) Zandbergmolen                                                                     |                       |                                  | Ingelmunster      | Bruggestraat 182       | 50° 55′ 46″ nord, 3° 15′ 11″ est | 51177               | (nl) Zandbergmolen                                  |
| (nl) Heilig Hartschool en (voormalig) klooster                                         |                       |                                  | Ingelmunster      | Bruggestraat 315       | 50° 56′ 27″ nord, 3° 14′ 54″ est | 51178               | Téléverser                                          |
| (nl) Heilig Hartschool en (voormalig) klooster                                         |                       |                                  | Ingelmunster      | Bruggestraat 319       | 50° 56′ 27″ nord, 3° 14′ 54″ est | 51178               | Téléverser                                          |
| (nl) Enkelhuizen, klooster                                                             |                       |                                  | Ingelmunster      | Bruggestraat 315       | 50° 56′ 27″ nord, 3° 14′ 54″ est | 51179               | Téléverser                                          |
| (nl) Klassenvleugel van de Heilig Hartschool                                           |                       |                                  | Ingelmunster      | Bruggestraat 319       | 50° 56′ 27″ nord, 3° 14′ 54″ est | 51180               | Téléverser                                          |
| (nl) Heilig Hartkerk                                                                   |                       |                                  | Ingelmunster      | Bruggestraat 321       | 50° 56′ 28″ nord, 3° 14′ 53″ est | 51181               | Téléverser                                          |
| (nl) Hoeve met losse bestanddelen, 't Kloosterhof                                      |                       |                                  | Ingelmunster      | Doelstraat 43          | 50° 55′ 24″ nord, 3° 14′ 55″ est | 51182               | Téléverser                                          |
| (nl) Eenheidsbebouwing van boerenarbeidershuizen                                       | Oui                   |                                  | Ingelmunster      | Doelstraat 97          | 50° 55′ 31″ nord, 3° 14′ 48″ est | 51183               | Téléverser                                          |
| (nl) Eenheidsbebouwing van boerenarbeidershuizen                                       | Oui                   |                                  | Ingelmunster      | Doelstraat 99          | 50° 55′ 31″ nord, 3° 14′ 48″ est | 51183               | Téléverser                                          |
| (nl) Hoeve met losse bestanddelen, Elsboshoeve                                         |                       |                                  | Ingelmunster      | Elsstraat 1            | 50° 54′ 13″ nord, 3° 15′ 57″ est | 51184               | Téléverser                                          |
| (nl) Boerenarbeidershuis                                                               |                       |                                  | Ingelmunster      | Elsstraat 17           | 50° 54′ 05″ nord, 3° 16′ 13″ est | 51185               | Téléverser                                          |
| (nl) Enkelhuis                                                                         |                       |                                  | Ingelmunster      | G. Gezellestraat 1     | 50° 55′ 19″ nord, 3° 15′ 17″ est | 51186               | Téléverser                                          |
| (nl) Herenhuis                                                                         |                       |                                  | Ingelmunster      | G. Gezellestraat 2     | 50° 55′ 19″ nord, 3° 15′ 16″ est | 51187               | Téléverser                                          |
| (nl) Enkelhuis                                                                         |                       |                                  | Ingelmunster      | G. Gezellestraat 5     | 50° 55′ 19″ nord, 3° 15′ 18″ est | 51188               | Téléverser                                          |
| (nl) Bank, café 't Katje                                                               |                       |                                  | Ingelmunster      | Gravinnestraat 1       | 50° 55′ 14″ nord, 3° 15′ 14″ est | 51189               | Téléverser                                          |
| (nl) Eenheidsbebouwing van van burgerhuizen                                            |                       |                                  | Ingelmunster      | Gravinnestraat 3       | 50° 55′ 14″ nord, 3° 15′ 15″ est | 51190               | Téléverser                                          |
| (nl) Eenheidsbebouwing van van burgerhuizen                                            |                       |                                  | Ingelmunster      | Gravinnestraat 5       | 50° 55′ 14″ nord, 3° 15′ 15″ est | 51190               | Téléverser                                          |
| (nl) Hoeve met losse bestanddelen, Steenovenhof                                        |                       |                                  | Ingelmunster      | Groenstraat 5          | 50° 56′ 00″ nord, 3° 14′ 49″ est | 51191               | Téléverser                                          |
| (nl) Maalderijcomplex                                                                  |                       |                                  | Ingelmunster      | Handelstraat           | 50° 54′ 54″ nord, 3° 15′ 21″ est | 51192               | Téléverser                                          |
| (nl) Maalderijcomplex                                                                  |                       |                                  | Ingelmunster      | Handelstraat 1         | 50° 54′ 54″ nord, 3° 15′ 21″ est | 51192               | Téléverser                                          |
| (nl) Burgerhuis                                                                        |                       |                                  | Ingelmunster      | Handelstraat 1         | 50° 54′ 54″ nord, 3° 15′ 21″ est | 51193               | Téléverser                                          |
| (nl) Maalderij                                                                         |                       |                                  | Ingelmunster      | Handelstraat           | 50° 54′ 54″ nord, 3° 15′ 21″ est | 51194               | Téléverser                                          |
| (nl) Burgerhuis                                                                        |                       |                                  | Ingelmunster      | Handelstraat           | 50° 54′ 55″ nord, 3° 15′ 22″ est | 51195               | Téléverser                                          |
| (nl) Tweewoonst                                                                        |                       |                                  | Ingelmunster      | Heirweg Noord 1        | 50° 56′ 25″ nord, 3° 15′ 02″ est | 51196               | Téléverser                                          |
| (nl) Tweewoonst                                                                        |                       |                                  | Ingelmunster      | Heirweg Noord 3        | 50° 56′ 25″ nord, 3° 15′ 02″ est | 51196               | Téléverser                                          |
| (nl) Romp van Doornmolen en hoeve Doornmolen                                           |                       |                                  | Ingelmunster      | Heirweg Zuid           | 50° 53′ 54″ nord, 3° 15′ 33″ est | 51197               | (nl) Romp van Doornmolen en hoeve Doornmolen        |
| (nl) Romp van Doornmolen en hoeve Doornmolen                                           |                       |                                  | Ingelmunster      | Heirweg Zuid 91        | 50° 53′ 54″ nord, 3° 15′ 33″ est | 51197               | (nl) Romp van Doornmolen en hoeve Doornmolen        |
| (nl) Breedhuizen met pijlenwinkel en pijlenfabriek                                     |                       |                                  | Ingelmunster      | Izegemstraat 24        | 50° 54′ 51″ nord, 3° 15′ 15″ est | 51198               | Téléverser                                          |
| (nl) Eeheidsbebouwing van enkelhuizen                                                  |                       |                                  | Ingelmunster      | Izegemstraat 37        | 50° 54′ 50″ nord, 3° 15′ 13″ est | 51199               | Téléverser                                          |
| (nl) Eeheidsbebouwing van enkelhuizen                                                  |                       |                                  | Ingelmunster      | Izegemstraat 39        | 50° 54′ 50″ nord, 3° 15′ 13″ est | 51199               | Téléverser                                          |
| (nl) Eeheidsbebouwing van enkelhuizen                                                  |                       |                                  | Ingelmunster      | Izegemstraat 41        | 50° 54′ 50″ nord, 3° 15′ 13″ est | 51199               | Téléverser                                          |
| (nl) Hoeve 't Goed ter Elst                                                            |                       |                                  | Ingelmunster      | Izegemstraat 74        | 50° 54′ 54″ nord, 3° 15′ 08″ est | 51200               | Téléverser                                          |
| (nl) Eclectisch burgerhuis                                                             |                       |                                  | Ingelmunster      | Izegemstraat 93        | 50° 54′ 53″ nord, 3° 15′ 04″ est | 51201               | Téléverser                                          |
| (nl) Twee enkelhuizen                                                                  |                       |                                  | Ingelmunster      | Izegemstraat 101       | 50° 54′ 52″ nord, 3° 15′ 01″ est | 51202               | Téléverser                                          |
| (nl) Twee enkelhuizen                                                                  |                       |                                  | Ingelmunster      | Izegemstraat 99        | 50° 54′ 52″ nord, 3° 15′ 01″ est | 51202               | Téléverser                                          |
| (nl) Historische hoeve, 't Verbrand Goed                                               |                       |                                  | Ingelmunster      | Izegemstraat 102       | 50° 54′ 59″ nord, 3° 15′ 01″ est | 51203               | Téléverser                                          |
| (nl) Hoekhuis, café In de Groene Wandeling                                             |                       |                                  | Ingelmunster      | Izegemstraat 107       | 50° 54′ 52″ nord, 3° 15′ 01″ est | 51204               | Téléverser                                          |
| (nl) Kasteeltje                                                                        |                       |                                  | Ingelmunster      | Izegemstraat 135       | 50° 54′ 54″ nord, 3° 14′ 53″ est | 51205               | Téléverser                                          |
| (nl) Enkelhuis                                                                         |                       |                                  | Ingelmunster      | Izegemstraat 149       | 50° 54′ 56″ nord, 3° 14′ 49″ est | 51206               | Téléverser                                          |
| (nl) Rijhuis                                                                           |                       |                                  | Ingelmunster      | Izegemstraat 150       | 50° 54′ 58″ nord, 3° 14′ 45″ est | 51207               | Téléverser                                          |
| (nl) Dubbelvilla, Villa John Deere                                                     |                       |                                  | Ingelmunster      | Izegemstraat 167       | 50° 54′ 56″ nord, 3° 14′ 44″ est | 51208               | Téléverser                                          |
| (nl) Dubbelvilla, Villa John Deere                                                     |                       |                                  | Ingelmunster      | Izegemstraat 169       | 50° 54′ 56″ nord, 3° 14′ 44″ est | 51208               | Téléverser                                          |
| (nl) Afspanning Kapelhof                                                               | Oui                   |                                  | Ingelmunster      | Kortrijkstraat 1       | 50° 54′ 47″ nord, 3° 15′ 26″ est | 51209               | Téléverser                                          |
| (nl) Kerk Onze-Lieve-Vrouw Onbevlekt Ontvangen                                         |                       |                                  | Ingelmunster      | Kortrijkstraat 4       | 50° 54′ 46″ nord, 3° 15′ 24″ est | 51210               | (nl) Kerk Onze-Lieve-Vrouw Onbevlekt Ontvangen      |
| (nl) Dubbelhuis, pastorie                                                              |                       |                                  | Ingelmunster      | Kortrijkstraat 2       | 50° 54′ 47″ nord, 3° 15′ 23″ est | 51211               | Téléverser                                          |
| (nl) Enkelhuis                                                                         |                       |                                  | Ingelmunster      | Kortrijkstraat 24      | 50° 54′ 43″ nord, 3° 15′ 25″ est | 51212               | Téléverser                                          |
| (nl) Villa met atelier                                                                 |                       |                                  | Ingelmunster      | Kortrijkstraat 37      | 50° 54′ 36″ nord, 3° 15′ 33″ est | 51213               | Téléverser                                          |
| (nl) Gebouw, jacquard-weverij Castel-Vandeghen                                         |                       |                                  | Ingelmunster      | Kortrijkstraat 55      | 50° 54′ 34″ nord, 3° 15′ 35″ est | 51214               | Téléverser                                          |
| (nl) Eenheidsbebouwing van arbeidershuizen                                             |                       |                                  | Ingelmunster      | Kortrijkstraat 60      | 50° 54′ 35″ nord, 3° 15′ 31″ est | 51215               | Téléverser                                          |
| (nl) Eenheidsbebouwing van arbeidershuizen                                             |                       |                                  | Ingelmunster      | Kortrijkstraat 62      | 50° 54′ 35″ nord, 3° 15′ 31″ est | 51215               | Téléverser                                          |
| (nl) Eenheidsbebouwing van arbeidershuizen                                             |                       |                                  | Ingelmunster      | Kortrijkstraat 64      | 50° 54′ 35″ nord, 3° 15′ 31″ est | 51215               | Téléverser                                          |
| (nl) Wegkapel, Broeckens Kapelletje                                                    |                       |                                  | Ingelmunster      | Krekelstraat           | 50° 55′ 51″ nord, 3° 16′ 38″ est | 51216               | Téléverser                                          |
| (nl) Hoeve met losse bestanddelen, 't Goed de Zebunder                                 |                       |                                  | Ingelmunster      | Krekelstraat 69        | 50° 56′ 00″ nord, 3° 16′ 39″ est | 51217               | Téléverser                                          |
| (nl) Hoeve met losse bestanddelen, Kapellenhof                                         |                       |                                  | Ingelmunster      | Krekelstraat 87        | 50° 56′ 20″ nord, 3° 16′ 37″ est | 51218               | Téléverser                                          |
| (nl) Gietijzeren kruis                                                                 |                       |                                  | Ingelmunster      | Lammekensknokstraat 59 | 50° 56′ 16″ nord, 3° 15′ 41″ est | 51219               | Téléverser                                          |
| (nl) Gietijzeren kruis                                                                 |                       |                                  | Ingelmunster      | Kweekstraat 18         | 50° 54′ 01″ nord, 3° 16′ 13″ est | 51220               | Téléverser                                          |
| (nl) Hoeve met losse bestanddelen                                                      |                       |                                  | Ingelmunster      | Lampettenstraat 19     | 50° 55′ 53″ nord, 3° 16′ 27″ est | 51221               | Téléverser                                          |
| (nl) Hoeve met losse bestanddelen                                                      |                       |                                  | Ingelmunster      | Lenteakkerstraat 16    | 50° 55′ 27″ nord, 3° 16′ 14″ est | 51222               | Téléverser                                          |
| (nl) Kapel                                                                             |                       |                                  | Ingelmunster      | Lenteakkerstraat       | 50° 55′ 25″ nord, 3° 16′ 15″ est | 51223               | Téléverser                                          |
| (nl) Eclectisch kasteeltje / landhuis, weverij                                         |                       |                                  | Ingelmunster      | Lysbrugstraat 37       | 50° 54′ 52″ nord, 3° 15′ 55″ est | 51224               | Téléverser                                          |
| (nl) Parochiekerk Sint-Amandus                                                         | Oui                   |                                  | Ingelmunster      | Oostrozebekestraat 2A  | 50° 55′ 12″ nord, 3° 15′ 17″ est | 51225               | (nl) Parochiekerk Sint-Amandus                      |
| (nl) Kapel                                                                             |                       |                                  | Ingelmunster      | Meersstraat            | 50° 56′ 25″ nord, 3° 15′ 23″ est | 51226               | Téléverser                                          |
| (nl) Hoeve met losse bestanddelen, Walhoeve                                            |                       |                                  | Ingelmunster      | Meersstraat 43         | 50° 56′ 31″ nord, 3° 15′ 34″ est | 51227               | Téléverser                                          |
| (nl) Gebouw, tabaksfabriek Vermeulen                                                   |                       |                                  | Ingelmunster      | Bruggestraat 74        | 50° 55′ 26″ nord, 3° 15′ 17″ est | 51228               | Téléverser                                          |
| (nl) Gebouw, tabaksfabriek Vermeulen                                                   |                       |                                  | Ingelmunster      | Meulebekestraat 4      | 50° 55′ 26″ nord, 3° 15′ 17″ est | 51228               | Téléverser                                          |
| (nl) Gebouw, tabaksfabriek Vermeulen                                                   |                       |                                  | Ingelmunster      | Meulebekestraat 6      | 50° 55′ 26″ nord, 3° 15′ 17″ est | 51228               | Téléverser                                          |
| (nl) Boerenhuis                                                                        |                       |                                  | Ingelmunster      | Meulebekestraat        | 50° 55′ 26″ nord, 3° 15′ 19″ est | 51229               | Téléverser                                          |
| (nl) Sociale woningen                                                                  |                       |                                  | Ingelmunster      | Meulebekestraat 29     | 50° 55′ 38″ nord, 3° 15′ 35″ est | 51230               | Téléverser                                          |
| (nl) Sociale woningen                                                                  |                       |                                  | Ingelmunster      | Meulebekestraat 31     | 50° 55′ 38″ nord, 3° 15′ 35″ est | 51230               | Téléverser                                          |
| (nl) Sociale woningen                                                                  |                       |                                  | Ingelmunster      | Meulebekestraat 33     | 50° 55′ 38″ nord, 3° 15′ 35″ est | 51230               | Téléverser                                          |
| (nl) Sociale woningen                                                                  |                       |                                  | Ingelmunster      | Meulebekestraat 35     | 50° 55′ 38″ nord, 3° 15′ 35″ est | 51230               | Téléverser                                          |
| (nl) Sociale woningen                                                                  |                       |                                  | Ingelmunster      | Meulebekestraat 37     | 50° 55′ 38″ nord, 3° 15′ 35″ est | 51230               | Téléverser                                          |
| (nl) Sociale woningen                                                                  |                       |                                  | Ingelmunster      | Meulebekestraat 39     | 50° 55′ 38″ nord, 3° 15′ 35″ est | 51230               | Téléverser                                          |
| (nl) Sociale woningen                                                                  |                       |                                  | Ingelmunster      | Meulebekestraat 41     | 50° 55′ 38″ nord, 3° 15′ 35″ est | 51230               | Téléverser                                          |
| (nl) Sociale woningen                                                                  |                       |                                  | Ingelmunster      | Meulebekestraat 43     | 50° 55′ 38″ nord, 3° 15′ 35″ est | 51230               | Téléverser                                          |
| (nl) Sociale woningen                                                                  |                       |                                  | Ingelmunster      | Meulebekestraat 45     | 50° 55′ 38″ nord, 3° 15′ 35″ est | 51230               | Téléverser                                          |
| (nl) Sociale woningen                                                                  |                       |                                  | Ingelmunster      | Meulebekestraat 47     | 50° 55′ 38″ nord, 3° 15′ 35″ est | 51230               | Téléverser                                          |
| (nl) Sociale woningen                                                                  |                       |                                  | Ingelmunster      | Meulebekestraat 49     | 50° 55′ 38″ nord, 3° 15′ 35″ est | 51230               | Téléverser                                          |
| (nl) Sociale woningen                                                                  |                       |                                  | Ingelmunster      | Meulebekestraat 51     | 50° 55′ 38″ nord, 3° 15′ 35″ est | 51230               | Téléverser                                          |
| (nl) Sociale woningen                                                                  |                       |                                  | Ingelmunster      | Meulebekestraat 53     | 50° 55′ 38″ nord, 3° 15′ 35″ est | 51230               | Téléverser                                          |
| (nl) Sociale woningen                                                                  |                       |                                  | Ingelmunster      | Meulebekestraat 55     | 50° 55′ 38″ nord, 3° 15′ 35″ est | 51230               | Téléverser                                          |
| (nl) Sociale woningen                                                                  |                       |                                  | Ingelmunster      | Meulebekestraat 57     | 50° 55′ 38″ nord, 3° 15′ 35″ est | 51230               | Téléverser                                          |
| (nl) Sociale woningen                                                                  |                       |                                  | Ingelmunster      | Meulebekestraat 59     | 50° 55′ 38″ nord, 3° 15′ 35″ est | 51230               | Téléverser                                          |
| (nl) Historische hoeve D'heerlijkhede van Deefakker                                    | Oui                   |                                  | Ingelmunster      | Meulebekestraat 112    | 50° 56′ 09″ nord, 3° 16′ 12″ est | 51231               | (nl) Historische hoeve D'heerlijkhede van Deefakker |
| (nl) Burgerhuis                                                                        |                       |                                  | Ingelmunster      | Oostrozebekestraat 27  | 50° 55′ 13″ nord, 3° 15′ 25″ est | 51234               | Téléverser                                          |
| (nl) Enkelhuis                                                                         |                       |                                  | Ingelmunster      | Oostrozebekestraat 32  | 50° 55′ 12″ nord, 3° 15′ 28″ est | 51235               | Téléverser                                          |
| (nl) Lijstgevels                                                                       |                       |                                  | Ingelmunster      | Oostrozebekestraat 39  | 50° 55′ 13″ nord, 3° 15′ 28″ est | 51237               | Téléverser                                          |
| (nl) Lijstgevels                                                                       |                       |                                  | Ingelmunster      | Oostrozebekestraat 41  | 50° 55′ 13″ nord, 3° 15′ 28″ est | 51237               | Téléverser                                          |
| (nl) Industrieel complex, brouwerij Van Honsebrouck                                    |                       |                                  | Ingelmunster      | Oostrozebekestraat 43  | 50° 55′ 14″ nord, 3° 15′ 34″ est | 51238               | (nl) Industrieel complex, brouwerij Van Honsebrouck |
| (nl) Eclectisch herenhuis en achteringelegen restaurati                                |                       |                                  | Ingelmunster      | Oostrozebekestraat 54  | 50° 55′ 07″ nord, 3° 15′ 36″ est | 51239               | Téléverser                                          |
| (nl) Herenhuis                                                                         |                       |                                  | Ingelmunster      | Oostrozebekestraat 67  | 50° 55′ 11″ nord, 3° 15′ 34″ est | 51240               | Téléverser                                          |
| (nl) Enkelhuis                                                                         |                       |                                  | Ingelmunster      | Oostrozebekestraat 81  | 50° 55′ 11″ nord, 3° 15′ 38″ est | 51241               | Téléverser                                          |
| (nl) Dubbelhuis                                                                        |                       |                                  | Ingelmunster      | Oostrozebekestraat 100 | 50° 55′ 07″ nord, 3° 15′ 42″ est | 51242               | Téléverser                                          |
| (nl) Villa                                                                             |                       |                                  | Ingelmunster      | Oostrozebekestraat 128 | 50° 55′ 08″ nord, 3° 15′ 48″ est | 51243               | Téléverser                                          |
| (nl) Handelspand                                                                       |                       |                                  | Ingelmunster      | Oostrozebekestraat 134 | 50° 55′ 08″ nord, 3° 15′ 53″ est | 51244               | Téléverser                                          |
| (nl) Sociale woningen in tuinwijkconcept                                               |                       |                                  | Ingelmunster      | Oostrozebekestraat 139 | 50° 55′ 09″ nord, 3° 15′ 55″ est | 51245               | Téléverser                                          |
| (nl) Sociale woningen in tuinwijkconcept                                               |                       |                                  | Ingelmunster      | Oostrozebekestraat 141 | 50° 55′ 09″ nord, 3° 15′ 55″ est | 51245               | Téléverser                                          |
| (nl) Sociale woningen in tuinwijkconcept                                               |                       |                                  | Ingelmunster      | Oostrozebekestraat 143 | 50° 55′ 09″ nord, 3° 15′ 55″ est | 51245               | Téléverser                                          |
| (nl) Sociale woningen in tuinwijkconcept                                               |                       |                                  | Ingelmunster      | Oostrozebekestraat 145 | 50° 55′ 09″ nord, 3° 15′ 55″ est | 51245               | Téléverser                                          |
| (nl) Sociale woningen in tuinwijkconcept                                               |                       |                                  | Ingelmunster      | Oostrozebekestraat 147 | 50° 55′ 09″ nord, 3° 15′ 55″ est | 51245               | Téléverser                                          |
| (nl) Sociale woningen in tuinwijkconcept                                               |                       |                                  | Ingelmunster      | Oostrozebekestraat 149 | 50° 55′ 09″ nord, 3° 15′ 55″ est | 51245               | Téléverser                                          |
| (nl) Sociale woningen in tuinwijkconcept                                               |                       |                                  | Ingelmunster      | Oostrozebekestraat 151 | 50° 55′ 09″ nord, 3° 15′ 55″ est | 51245               | Téléverser                                          |
| (nl) Sociale woningen in tuinwijkconcept                                               |                       |                                  | Ingelmunster      | Oostrozebekestraat 153 | 50° 55′ 09″ nord, 3° 15′ 55″ est | 51245               | Téléverser                                          |
| (nl) Sociale woningen in tuinwijkconcept                                               |                       |                                  | Ingelmunster      | Oostrozebekestraat 155 | 50° 55′ 09″ nord, 3° 15′ 55″ est | 51245               | Téléverser                                          |
| (nl) Sociale woningen in tuinwijkconcept                                               |                       |                                  | Ingelmunster      | Oostrozebekestraat 157 | 50° 55′ 09″ nord, 3° 15′ 55″ est | 51245               | Téléverser                                          |
| (nl) Sociale woningen in tuinwijkconcept                                               |                       |                                  | Ingelmunster      | Oostrozebekestraat 159 | 50° 55′ 09″ nord, 3° 15′ 55″ est | 51245               | Téléverser                                          |
| (nl) Sociale woningen in tuinwijkconcept                                               |                       |                                  | Ingelmunster      | Oostrozebekestraat 161 | 50° 55′ 09″ nord, 3° 15′ 55″ est | 51245               | Téléverser                                          |
| (nl) Sociale woningen in tuinwijkconcept                                               |                       |                                  | Ingelmunster      | Oostrozebekestraat 163 | 50° 55′ 09″ nord, 3° 15′ 55″ est | 51245               | Téléverser                                          |
| (nl) Sociale woningen in tuinwijkconcept                                               |                       |                                  | Ingelmunster      | Oostrozebekestraat 165 | 50° 55′ 09″ nord, 3° 15′ 55″ est | 51245               | Téléverser                                          |
| (nl) Sociale woningen in tuinwijkconcept                                               |                       |                                  | Ingelmunster      | Oostrozebekestraat 167 | 50° 55′ 09″ nord, 3° 15′ 55″ est | 51245               | Téléverser                                          |
| (nl) Sociale woningen in tuinwijkconcept                                               |                       |                                  | Ingelmunster      | Oostrozebekestraat 169 | 50° 55′ 09″ nord, 3° 15′ 55″ est | 51245               | Téléverser                                          |
| (nl) Sociale woningen in tuinwijkconcept                                               |                       |                                  | Ingelmunster      | Oostrozebekestraat 171 | 50° 55′ 09″ nord, 3° 15′ 55″ est | 51245               | Téléverser                                          |
| (nl) Sociale woningen in tuinwijkconcept                                               |                       |                                  | Ingelmunster      | Oostrozebekestraat 173 | 50° 55′ 09″ nord, 3° 15′ 55″ est | 51245               | Téléverser                                          |
| (nl) Sociale woningen in tuinwijkconcept                                               |                       |                                  | Ingelmunster      | Oostrozebekestraat 175 | 50° 55′ 09″ nord, 3° 15′ 55″ est | 51245               | Téléverser                                          |
| (nl) Sociale woningen in tuinwijkconcept                                               |                       |                                  | Ingelmunster      | Oostrozebekestraat 177 | 50° 55′ 09″ nord, 3° 15′ 55″ est | 51245               | Téléverser                                          |
| (nl) Sociale woningen in tuinwijkconcept                                               |                       |                                  | Ingelmunster      | Oostrozebekestraat 179 | 50° 55′ 09″ nord, 3° 15′ 55″ est | 51245               | Téléverser                                          |
| (nl) Sociale woningen in tuinwijkconcept                                               |                       |                                  | Ingelmunster      | Oostrozebekestraat 181 | 50° 55′ 09″ nord, 3° 15′ 55″ est | 51245               | Téléverser                                          |
| (nl) Sociale woningen in tuinwijkconcept                                               |                       |                                  | Ingelmunster      | Oostrozebekestraat 183 | 50° 55′ 09″ nord, 3° 15′ 55″ est | 51245               | Téléverser                                          |
| (nl) Sociale woningen in tuinwijkconcept                                               |                       |                                  | Ingelmunster      | Oostrozebekestraat 185 | 50° 55′ 09″ nord, 3° 15′ 55″ est | 51245               | Téléverser                                          |
| (nl) Sociale woningen in tuinwijkconcept                                               |                       |                                  | Ingelmunster      | Oostrozebekestraat 187 | 50° 55′ 09″ nord, 3° 15′ 55″ est | 51245               | Téléverser                                          |
| (nl) Sociale woningen in tuinwijkconcept                                               |                       |                                  | Ingelmunster      | Oostrozebekestraat 189 | 50° 55′ 09″ nord, 3° 15′ 55″ est | 51245               | Téléverser                                          |
| (nl) Sociale woningen in tuinwijkconcept                                               |                       |                                  | Ingelmunster      | Oostrozebekestraat 201 | 50° 55′ 09″ nord, 3° 15′ 55″ est | 51245               | Téléverser                                          |
| (nl) Sociale woningen in tuinwijkconcept                                               |                       |                                  | Ingelmunster      | Oostrozebekestraat 203 | 50° 55′ 09″ nord, 3° 15′ 55″ est | 51245               | Téléverser                                          |
| (nl) Sociale woningen in tuinwijkconcept                                               |                       |                                  | Ingelmunster      | Oostrozebekestraat 205 | 50° 55′ 09″ nord, 3° 15′ 55″ est | 51245               | Téléverser                                          |
| (nl) Sociale woningen in tuinwijkconcept                                               |                       |                                  | Ingelmunster      | Oostrozebekestraat 207 | 50° 55′ 09″ nord, 3° 15′ 55″ est | 51245               | Téléverser                                          |
| (nl) Sociale woningen in tuinwijkconcept                                               |                       |                                  | Ingelmunster      | Oostrozebekestraat 209 | 50° 55′ 09″ nord, 3° 15′ 55″ est | 51245               | Téléverser                                          |
| (nl) Sociale woningen in tuinwijkconcept                                               |                       |                                  | Ingelmunster      | Oostrozebekestraat 211 | 50° 55′ 09″ nord, 3° 15′ 55″ est | 51245               | Téléverser                                          |
| (nl) Sociale woningen in tuinwijkconcept                                               |                       |                                  | Ingelmunster      | Oostrozebekestraat 213 | 50° 55′ 09″ nord, 3° 15′ 55″ est | 51245               | Téléverser                                          |
| (nl) Hoeve met losse bestanddelen, Meerschhof of Mandelgoed                            |                       |                                  | Ingelmunster      | Oostrozebekestraat 214 | 50° 54′ 54″ nord, 3° 16′ 51″ est | 51246               | Téléverser                                          |
| (nl) Samenstel van boerenarbeidershuizen                                               |                       |                                  | Ingelmunster      | Oostrozebekestraat 219 | 50° 55′ 07″ nord, 3° 16′ 14″ est | 51247               | Téléverser                                          |
| (nl) Samenstel van boerenarbeidershuizen                                               |                       |                                  | Ingelmunster      | Oostrozebekestraat 221 | 50° 55′ 07″ nord, 3° 16′ 14″ est | 51247               | Téléverser                                          |
| (nl) Samenstel van boerenarbeidershuizen                                               |                       |                                  | Ingelmunster      | Oostrozebekestraat 223 | 50° 55′ 07″ nord, 3° 16′ 14″ est | 51247               | Téléverser                                          |
| (nl) Achterin gelegen vlasroterij                                                      |                       |                                  | Ingelmunster      | Oostrozebekestraat     | 50° 55′ 07″ nord, 3° 16′ 34″ est | 51248               | Téléverser                                          |
| (nl) Wijkschool, Sint-Jozefschool                                                      |                       |                                  | Ingelmunster      | Oostrozebekestraat 253 | 50° 55′ 04″ nord, 3° 16′ 39″ est | 51249               | Téléverser                                          |
| (nl) Kapel bij Zandberghoeve                                                           |                       |                                  | Ingelmunster      | Heirweg Noord          | 50° 55′ 47″ nord, 3° 15′ 20″ est | 51250               | Téléverser                                          |
| (nl) Dankkapel, Maria-Francisca-kapel                                                  |                       |                                  | Ingelmunster      | Rozestraat             | 50° 54′ 26″ nord, 3° 14′ 43″ est | 51251               | Téléverser                                          |
| (nl) Gemeentelijke begraafplaats                                                       | Oui                   |                                  | Ingelmunster      | Schoolstraat           | 50° 55′ 20″ nord, 3° 15′ 27″ est | 51252               | Téléverser                                          |
| (nl) Klooster- en schoolcomplex van de 'zusters van Mar                                |                       |                                  | Ingelmunster      | Schoolstraat 8         | 50° 55′ 16″ nord, 3° 15′ 24″ est | 51253               | Téléverser                                          |
| (nl) Enkelhuis                                                                         |                       |                                  | Ingelmunster      | Schoolstraat 15        | 50° 55′ 16″ nord, 3° 15′ 18″ est | 51254               | Téléverser                                          |
| (nl) Burgerhuis                                                                        |                       |                                  | Ingelmunster      | Schoolstraat 23        | 50° 55′ 18″ nord, 3° 15′ 18″ est | 51255               | Téléverser                                          |
| (nl) Arbeidershuis                                                                     |                       |                                  | Ingelmunster      | Schoolstraat 25        | 50° 55′ 18″ nord, 3° 15′ 19″ est | 51256               | Téléverser                                          |
| (nl) Diephuizen                                                                        |                       |                                  | Ingelmunster      | Nieuwstraat 11         | 50° 55′ 21″ nord, 3° 15′ 13″ est | 51257               | Téléverser                                          |
| (nl) Diephuizen                                                                        |                       |                                  | Ingelmunster      | Nieuwstraat 9          | 50° 55′ 21″ nord, 3° 15′ 13″ est | 51257               | Téléverser                                          |
| (nl) Samenstel van tien arbeiderswoningen, De tien geboden                             |                       |                                  | Ingelmunster      | Nieuwstraat 16         | 50° 55′ 23″ nord, 3° 15′ 06″ est | 51258               | Téléverser                                          |
| (nl) Samenstel van tien arbeiderswoningen, De tien geboden                             |                       |                                  | Ingelmunster      | Nieuwstraat 18         | 50° 55′ 23″ nord, 3° 15′ 06″ est | 51258               | Téléverser                                          |
| (nl) Samenstel van tien arbeiderswoningen, De tien geboden                             |                       |                                  | Ingelmunster      | Nieuwstraat 20         | 50° 55′ 23″ nord, 3° 15′ 06″ est | 51258               | Téléverser                                          |
| (nl) Samenstel van tien arbeiderswoningen, De tien geboden                             |                       |                                  | Ingelmunster      | Nieuwstraat 22         | 50° 55′ 23″ nord, 3° 15′ 06″ est | 51258               | Téléverser                                          |
| (nl) Samenstel van tien arbeiderswoningen, De tien geboden                             |                       |                                  | Ingelmunster      | Nieuwstraat 26         | 50° 55′ 23″ nord, 3° 15′ 06″ est | 51258               | Téléverser                                          |
| (nl) Samenstel van tien arbeiderswoningen, De tien geboden                             |                       |                                  | Ingelmunster      | Nieuwstraat 28         | 50° 55′ 23″ nord, 3° 15′ 06″ est | 51258               | Téléverser                                          |
| (nl) Samenstel van tien arbeiderswoningen, De tien geboden                             |                       |                                  | Ingelmunster      | Nieuwstraat 30         | 50° 55′ 23″ nord, 3° 15′ 06″ est | 51258               | Téléverser                                          |
| (nl) Samenstel van tien arbeiderswoningen, De tien geboden                             |                       |                                  | Ingelmunster      | Nieuwstraat 32         | 50° 55′ 23″ nord, 3° 15′ 06″ est | 51258               | Téléverser                                          |
| (nl) Samenstel van tien arbeiderswoningen, De tien geboden                             |                       |                                  | Ingelmunster      | Nieuwstraat 34         | 50° 55′ 23″ nord, 3° 15′ 06″ est | 51258               | Téléverser                                          |
| (nl) Herenhuis en fabrieksgebouwen, Weverij Schotte                                    |                       |                                  | Ingelmunster      | Nieuwstraat 19         | 50° 55′ 21″ nord, 3° 15′ 10″ est | 51259               | Téléverser                                          |
| (nl) Samenstel van arbeidershuizen                                                     |                       |                                  | Ingelmunster      | St. Amandstraat 23     | 50° 55′ 18″ nord, 3° 15′ 06″ est | 51260               | Téléverser                                          |
| (nl) Samenstel van arbeidershuizen                                                     |                       |                                  | Ingelmunster      | St. Amandstraat 25     | 50° 55′ 18″ nord, 3° 15′ 06″ est | 51260               | Téléverser                                          |
| (nl) Kasteel van Ingelmunster                                                          | Oui                   |                                  | Ingelmunster      | Stationsstraat 1       | 50° 55′ 09″ nord, 3° 15′ 17″ est | 51261               | (nl) Kasteel van Ingelmunster                       |
| (nl) Kasteel van Ingelmunster                                                          | Oui                   |                                  | Ingelmunster      | Stationsstraat 3       | 50° 55′ 09″ nord, 3° 15′ 17″ est | 51261               | (nl) Kasteel van Ingelmunster                       |
| (nl) Herenhuis                                                                         |                       |                                  | Ingelmunster      | Stationsstraat 6       | 50° 55′ 13″ nord, 3° 15′ 10″ est | 51262               | Téléverser                                          |
| (nl) Burgerhuis                                                                        |                       |                                  | Ingelmunster      | Stationsstraat 30      | 50° 55′ 09″ nord, 3° 15′ 10″ est | 51263               | Téléverser                                          |
| (nl) Samenstel van burgerhuizen                                                        |                       |                                  | Ingelmunster      | Stationsstraat 36      | 50° 55′ 05″ nord, 3° 15′ 11″ est | 51264               | Téléverser                                          |
| (nl) Samenstel van burgerhuizen                                                        |                       |                                  | Ingelmunster      | Stationsstraat 38      | 50° 55′ 05″ nord, 3° 15′ 11″ est | 51264               | Téléverser                                          |
| (nl) Samenstel van rijhuizen                                                           |                       |                                  | Ingelmunster      | Stationsstraat 40      | 50° 55′ 04″ nord, 3° 15′ 11″ est | 51265               | Téléverser                                          |
| (nl) Samenstel van rijhuizen                                                           |                       |                                  | Ingelmunster      | Stationsstraat 42      | 50° 55′ 04″ nord, 3° 15′ 11″ est | 51265               | Téléverser                                          |
| (nl) Hoeve met losse bestanddelen                                                      |                       |                                  | Ingelmunster      | Vuilputstraat 8        | 50° 55′ 13″ nord, 3° 17′ 12″ est | 51266               | Téléverser                                          |
| (nl) Hoeve met losse bestanddelen, 't Goed 't Wabrughof                                |                       |                                  | Ingelmunster      | Warandestraat 13       | 50° 55′ 05″ nord, 3° 17′ 04″ est | 51267               | Téléverser                                          |
| (nl) Samenstel van herenhuizen                                                         |                       |                                  | Ingelmunster      | Weststraat 3           | 50° 55′ 13″ nord, 3° 15′ 08″ est | 51268               | Téléverser                                          |
| (nl) Samenstel van herenhuizen                                                         |                       |                                  | Ingelmunster      | Weststraat 5           | 50° 55′ 13″ nord, 3° 15′ 08″ est | 51268               | Téléverser                                          |
| (nl) Pastorie met voorhuis en achterhuis                                               |                       |                                  | Ingelmunster      | Weststraat 21          | 50° 55′ 14″ nord, 3° 15′ 04″ est | 51269               | Téléverser                                          |
| (nl) Dubbelhuis, klooster van de paters Lazaristen                                     |                       |                                  | Ingelmunster      | Weststraat 52          | 50° 55′ 18″ nord, 3° 15′ 00″ est | 51270               | Téléverser                                          |
| (nl) Dubbelhuis, klooster van de paters Lazaristen                                     |                       |                                  | Ingelmunster      | Weststraat 54          | 50° 55′ 18″ nord, 3° 15′ 00″ est | 51270               | Téléverser                                          |
| (nl) Dubbelhuis, klooster van de paters Lazaristen                                     |                       |                                  | Ingelmunster      | Weststraat 56          | 50° 55′ 18″ nord, 3° 15′ 00″ est | 51270               | Téléverser                                          |
| (nl) Dubbelhuis, klooster van de paters Lazaristen                                     |                       |                                  | Ingelmunster      | Weststraat 58          | 50° 55′ 18″ nord, 3° 15′ 00″ est | 51270               | Téléverser                                          |
| (nl) Dubbelhuis, klooster van de paters Lazaristen                                     |                       |                                  | Ingelmunster      | Weststraat 60          | 50° 55′ 18″ nord, 3° 15′ 00″ est | 51270               | Téléverser                                          |
| (nl) Dubbelhuis, klooster van de paters Lazaristen                                     |                       |                                  | Ingelmunster      | Weststraat 62          | 50° 55′ 18″ nord, 3° 15′ 00″ est | 51270               | Téléverser                                          |
| (nl) Maria Rustoord van de 'Zusters van Maria Ingelmu                                  |                       |                                  | Ingelmunster      | Weststraat 53          | 50° 55′ 14″ nord, 3° 14′ 55″ est | 51271               | Téléverser                                          |
| (nl) Enkelhuis                                                                         |                       |                                  | Ingelmunster      | Weststraat 71          | 50° 55′ 19″ nord, 3° 14′ 48″ est | 51272               | Téléverser                                          |
| (nl) Villa                                                                             |                       |                                  | Ingelmunster      | Weststraat 100         | 50° 55′ 20″ nord, 3° 14′ 48″ est | 51273               | Téléverser                                          |
| (nl) Samenstel van arbeiderswoningen                                                   |                       |                                  | Ingelmunster      | Zuidstraat 4           | 50° 54′ 37″ nord, 3° 17′ 04″ est | 51275               | Téléverser                                          |
| (nl) Samenstel van arbeiderswoningen                                                   |                       |                                  | Ingelmunster      | Zuidstraat 6           | 50° 54′ 37″ nord, 3° 17′ 04″ est | 51275               | Téléverser                                          |
| (nl) Wegkapelletje                                                                     |                       |                                  | Ingelmunster      | Zuidstraat             | 50° 54′ 28″ nord, 3° 17′ 03″ est | 51276               | Téléverser                                          |
| (nl) Hoeve met losse bestanddelen, Bloemenhof                                          |                       |                                  | Ingelmunster      | Zuidstraat 20          | 50° 54′ 19″ nord, 3° 16′ 52″ est | 51277               | Téléverser                                          |
| (nl) Hoeve                                                                             |                       |                                  | Ingelmunster      | Zuidstraat 22          | 50° 54′ 18″ nord, 3° 16′ 53″ est | 51278               | Téléverser                                          |
| (nl) Heilig Hartkapel                                                                  |                       |                                  | Ingelmunster      | Zwanestraat            | 50° 56′ 26″ nord, 3° 14′ 54″ est | 51279               | Téléverser                                          |
| (nl) Voormalige directeurswoning van de weverij Castel- Vandeghen                      |                       |                                  | Ingelmunster      | Kortrijkstraat 78      | 50° 54′ 32″ nord, 3° 15′ 32″ est | 85240               | Téléverser                                          |
| (nl) Hoeve Wellecome                                                                   |                       |                                  | Ingelmunster      | Krekelstraat 57        | 50° 55′ 35″ nord, 3° 16′ 27″ est | 85241               | Téléverser                                          |
| (nl) Voormalig spoorwegbrugje over de Oude Devebeek aan de grens met Meulebeke         |                       |                                  | Ingelmunster      | Meersstraat            | 50° 56′ 30″ nord, 3° 16′ 02″ est | 90091               | Téléverser                                          |